# Murphy Glacier
Murphy Glacier är en glaciär i Antarktis. Den ligger i Västantarktis. Argentina, Chile och Storbritannien gör anspråk på området. Murphy Glacier ligger 800 meter över havet.
Terrängen runt Murphy Glacier är varierad. Murphy Glacier ligger nere i en dal. Trakten är obefolkad. Det finns inga samhällen i närheten.